# Gombaszögi-barlang
A Gombaszögi-barlang (szlovákul: Gombasecká jaskyňa) a Szlovák Karszt Nemzeti Parkban található, Rozsnyó és Pelsőc között fekvő Szalóc község Gombaszög településrészén. Egyike azoknak a barlangoknak, amelyek az Aggteleki-karszt és a Szlovák-karszt barlangjai részeként a világörökség részei.

## Leírása
A barlang másodidőszaki középtriászkori világos wettersteini és sötétszürke gutensteini mészkőben jött létre szerkezeti törések mentén a Fekete-patak valamint márvány-termi mellékfolyásának oldó és koptató hatására. A Szilice-gombaszögi föld alatti hidrológiai rendszer része, amelybe a Szilicei-jégbarlang is tartozik. A két barlangot a Fekete-patak feltáratlan szakasza választja el egymástól. A patak a fennsík lábánál fakadó Fekete-forrásban lép felszínre, 11 méterrel a Sajó folyása felett.
A Gombaszögi-barlang 1525 méter hosszú folyóvizes forrásbarlang. Két szintje folyóvíz által kialakított ovális hasadékjárat, amely helyenként termekké szélesedik. A felsőbb szint 5 - 10 méterrel a Fekete-patak aktív medre felett helyezkedik el. A felső szint Száraz-folyosóját azok a vizek alakították ki, amelyek jelenleg időszakosan jelennek meg a Márvány-terem 10 méter mély kútjában.
A barlang egyedülálló vékony szalmacseppköveivel tűnik ki, amelyek 3 méter hosszúságot is elérnek. Járataiban a sztalaktitok, sztalagmitok más formái, valamint cseppkőlefolyások és bekérgeződések is találhatók. A barlang léghőmérséklete 9,0 - 9,4 °C, relatív páratartalma 95 - 97%.
A barlang állatvilágából figyelemreméltó a Typhloiulus sp. nevű ikerszelvényes, amely 26 mm testhosszával a legnagyobb valódi barlanglakó gerinctelen állat Szlovákiában. A barlangban denevérek csak igen ritkán, tavasszal fordulnak elő. Az utóbbi időkben a bejárati részben foltos szalamandrák (Salamandra salamandra) tartózkodnak ősztől tavaszig.

## Kutatástörténete
A barlangot 1951-ben fedezték fel rozsnyói önkéntes barlangkutatók, a Szlovák Szpeleológiai Társaság tagjai (Rozložník V., Herényi L., Roda I., Abonyi A., Rusňák A., Ivanec Š. és mások). A földalatti járatokba a Fekete-forráson keresztül jutottak be a patak medrének kimélyítésével. A barlangot 1955-ben látogathatóvá tették a nagyközönség számára is, ami Herényi L. és társai érdeme. 1968-tól tíz évig, Szlovákiában elsőként gyógybarlangként is hasznosították. A látogatható rész hossza 285 m.